# Río Bermejo
Der Río Bermejo, auch einfach Bermejo genannt, ist ein Fluss im Süden Südamerikas. 
Seine Quelle liegt in den Bolivianischen Kordilleren in Bolivien in der Nähe der Grenze zu Argentinien, durch das er seinen weiteren Verlauf nimmt, um an der Grenze zu Paraguay in den Río Paraguay etwas oberhalb von dessen Zusammenfluss mit dem Paraná zu münden. Der Fluss hat eine Länge von etwa 1450 km. Der Mittelabschnitt, „Teuco“ genannt, ist halbjährig schiffbar.
Das Einzugsgebiet des Bermejo umfasst das südliche Bolivien sowie das nordwestliche und nördliche Argentinien.
Der Fluss hatte bereits im 19. Jahrhundert strategische Bedeutung für den Außenhandel Boliviens:

„Die Gegenstände der europäischen Industrie können bis zur Gränze Bolivias von Paraguay, aber nach dem Norden der argentinischen Republik vermittelst des Bermejo-Flusses mit größerer Leichtigkeit und deshalb mit geringeren Kosten gebracht werden, als ihr Transport auf dem langen Wege um Cap Horn bis nach Valparaíso, welches gegenwärtig der Markt Bolivias ist, erfordert.“